# Walentin Muratow
Walentin Iwanowicz Muratow (ros. Валентин Иванович Муратов, ur. 30 lipca 1928 w Sierpuchowie, zm. 6 października 2006 w Moskwie) – radziecki gimnastyk (Rosjanin). Wielokrotny medalista olimpijski.
Na igrzyskach debiutował w Helsinkach w 1952, wywalczając złoto w rywalizacji drużynowej. Podczas startu cztery lata później sięgnął po cztery medale, w tym trzy złote (w skoku zwyciężając wspólnie z Helmutem Bantzem). Był także multimedalistą mistrzostw świata w 1954 w Rzymie (m.in. złoto w ćwiczeniach na drążku) i mistrzem  świata w wieloboju drużynowm w 1958 w Moskwie.
Jego żona Sofja Muratowa była wielokrotną medalistką olimpijską w gimnastyce.

## Starty olimpijskie
Helsinki 1952
- drużyna –  złoto

Melbourne 1956
- skok, ćwiczenia wolne, drużyna –  złoto
- kółka –  srebro